# FC Baník Ostrava 2017/2018
Tento článek se podrobně zabývá událostmi ve fotbalovém klubu FC Baník Ostrava v období sezony 2017/18 a jeho působení v 1. lize a ligovém poháru. Baník, ač tradiční účastník nejvyšší soutěže, je v tomto ročníku v 1. lize nováčkem, poté co postoupil v loňské sezóně z 2. místa z 2. ligy, kde po více než 50 letech znovu působil. Po dramatickém průběhu celé sezóny nakonec díky výhře 2:0 nad Zbrojovkou Brno uhájil svou prvoligovou příslušnost i pro další sezónu. Průměrná návštěvnost byla 6956 celková, 7889 doma a 6023 venku.

## Klub

### Vl0astník a vedení klubu

#### Vlastník
Klub vstoupil do sezóny 2017/18 ve stejném vlastnickém složení jako v loňské sezóně. Tudíž 100% vlastníkem jakožto jediný akcionář klubu je společnost Pro Fotbal Property SE, za kterou stojí kroměřížský podnikatel Václav Brabec.

#### Představenstvo
Vedení Baníku jako akciové společnosti tvoří tříčlenné představenstvo vedené jeho předsedou. Od začátku roku 2016, kdy Baník převzal nový majitel Brabec až do průběhu této sezóny bylo jeho složení ustálené na členech: předseda Jan Wolf, Václav Brabec a Petr Mašlej.
V prosinci 2017 po zápase s Karvinou však svou plánovanou rezignaci na post předsedy a na členství v představenstvu oznámil Jan Wolf. V únoru 2018 oficiálně ve funkci skončil a byl nahrazen Michalem Bělákem. V březnu 2018 se novým předsedou představenstva stal Václav Brabec.

#### Dozorčí rada
Kontrolní funkci vykonává pětičlenná dozorčí rada. Ta fungovala od června 2016 ve složení: předseda Vladimír Kubík, Lubor Žalman, Dušan Vrťo, Marek Jankulovski a Pavel Filipčík.
V únoru 2018 skončil ve funkci Pavel Filipčík a nahradil ho Vladimír Šimáček.

#### Management klubu
V březnu 2018 se nové funkce ujal Michal Bělák, když začal působit jako výkonný ředitel klubu.
Na přelomu února a března 2018 proběhla také změna na pozici obchodního a marketingového ředitele, kdy dosavadního Jindřicha Středulu nahradil Martin Rak.

### Realizační tým
Ve složení realizačního týmu došlo oproti předchozímu ročníku k podstatným změnám.

#### Trenérský kolektiv A-týmu
V roli hlavního trenéra skončil v červnu 2017 Vlastimil Petržela, který začal působit jako poradce majitele klubu. Na jeho místo záhy nastoupil Radim Kučera, který si přivedl nový realizační tým, tedy asistenty Ivo Gregovského a Bronislava Červenku. Jeho tým následně rozšířil i další asistent trenéra Petr Samec. Na konci února 2018 Vlastimil Petržela skončil ve své nové funkci poradce majitele klubu a odešel trénovat FC Fastav Zlín.
V březnu 2018 po prohraném utkání s Jabloncem byl odvolán trenér Radim Kučera. O den později Baník angažoval nového kouče Bohumila Páníka a asistenta trenéra Jana Somberga, následně v skončili i asistenti trenéra Bronislav Červenka, Ivo Gregovský a Petr Samec.

#### Sportovní rada
V lednu 2018 vznikla nová sportovní rada, která má působit jako poradní a pomocný orgán klubu, zejména A týmu.
V březnu 2018 po odvolání Radima Kučery skončil jako člen sportovní rady Petr Uličný.
Na konci března 2018 sportovní rada ukončila činnost v dosavadní podobě, její zbývající členové však nepřestali působit ve sportovním úseku Baníku.
| A tým                           | A tým |
| ------------------------------- | --- |
| Hlavní trenér                   | Vlastimil Petržela (do 2.6.2017) Radim Kučera (od 12.6.2017 do 11. 3. 2018) Bohumil Páník (od 12.3.2018) |
| Asistent trenéra                | Aleš Křeček (do 2.6.2017) Bronislav Červenka (od 12.6.2017 do 13.3.2018) Jan Somberg (od 12.3.2018)      |
| Asistent trenéra                | Ivo Gregovský (od 12.6.2017 do 13.3.2018)                                                                |
| Asistent trenéra                | Petr Samec (od 19.6.2017 do 13.3.2018)                                                                   |
| Trenér brankářů                 | Juraj Šimurka (do 2.6.2017) Vít Baránek (od 12.6.2017)                                                   |
| Kondiční trenér                 | Dušan Žmolík (do 2.6.2017) Michal Hrubý (od jara 2018)                                                   |
| Manažer týmu                    | Roman Fiala                                                                                              |
| Sportovní rada                  | |
| Předseda sportovní rady         | Zdeněk Nehoda (od 3.1.2018 do 31.3.2018)                                                                 |
| Členové sportovní rady          | Marek Jankulovski (od 3.1.2018 do 31.3.2018)                                                             |
| Členové sportovní rady          | Dušan Vrťo (od 3.1.2018 od 31.3.2018)                                                                    |
| Členové sportovní rady          | Zdeněk Nehoda (od 3.1.2018 do 31.3.2018)                                                                 |
| Členové sportovní rady          | Michal Bělák (od 3.1.2018 do 31.3.2018)                                                                  |
| Členové sportovní rady          | Petr Uličný (od 3.1.2018 do 11.3.2018)                                                                   |
| Klubové vedení                  | |
| Vlastník klubu                  | Václav Brabec                                                                                            |
| Předseda představenstva         | Jan Wolf (do 16.2.2018) Václav Brabec (od 6.3.2018)                                                      |
| Členové představenstva          | Jan Wolf (do 16.2.2018) Michal Bělák (od 16.2.2018)                                                      |
| Členové představenstva          | Václav Brabec                                                                                            |
| Členové představenstva          | Petr Mašlej                                                                                              |
| Předseda dozorčí rady           | Vladimír Kubík                                                                                           |
| Členové dozorčí rady            | Vladimír Kubík                                                                                           |
| Členové dozorčí rady            | Dušan Vrťo                                                                                               |
| Členové dozorčí rady            | Lubor Žalman                                                                                             |
| Členové dozorčí rady            | Marek Jankulovski                                                                                        |
| Členové dozorčí rady            | Pavel Filipčík (do 16.2.2018) Vladimír Šimáček (od 16.2.2018)                                            |
| Výkonný ředitel                 | Michal Bělák (od 5.3.2018)                                                                               |
| Sportovní ředitel               | Dušan Vrťo                                                                                               |
| Sportovní ředitel mládeže       | Petr Mašlej                                                                                              |
| Obchodní a marketingový ředitel | Jindřich Středula (do 28.2.2018) Martin Rak (od 1.3.2018)                                                |
| Provozní a bezpečnostní manažer | Petr Konderla                                                                                            |

### Dění v klubu
V červnu 2017 se Baník dohodl s internetovým serverem Ticketportal na prodeji lístků na svá utkání skrze tuto online platformu.
V srpnu 2017 Baník spustil oficiální internetový fanshop.
V září 2017 Baník oslavil své 95. výročí vzniku.
V září 2017 Baník spustil nový projekt vlastní středoškolské akademie.
V říjnu 2017 Baník spustil projekt speciální mobilní aplikace informující o dění v klubu.
V říjnu 2017 byl potvrzen projekt přestavby bývalého baníkovského stadionu Bazaly na moderní tréninkové centrum.
V březnu 2018 byl vysílán dokument Banik!!! o historii a vývoji klubu a byla vyhlášena hvězdná jedenáctka Baníku.
V březnu 2018 se přestěhovala kamenná prodejna fanshopu z Bazalů na Městský stadion.
V dubnu 2018 odehrál Baník utkání s Plzní v červenobílých retro dresech na uctění výročí prvního soutěžního zápasu Baníku, který se odehrál v obdobných dresech. Dresy následně byly vydraženy v internetové aukci a výtěžek z prodeje putoval na mládež Baníku.
V dubnu 2018 Baník založil nadační fond na podporu svých mládežnických mužstev, jemuž věnoval 500 000 Kč a výtěžek z dražby dresů.
V květnu 2018 Baník získal byla přidělena takzvaná Klubová akademie, což má vést k zásadnímu zkvalitnění výchovy mládeže.
V květnu 2018 Baník spustil unikátní projekt fotbalových přípravek ve spolupráci s menšími ostravskými kluby.

## Soupiska

### První tým
| Číslo | Pozice | Nár.      | Hráč                    | Datum narození a věk        | Od roku | Smlouva do | Předchozí angažmá          |
| ----- | ------ | --------- | ----------------------- | --------------------------- | ------- | ---------- | -------------------------- |
| 1     | B      | Česko     | Martin Šustr            | 3. října 1990 (34 let)      | 1/2017  | 6/2019     | FK Hanácká Slavia Kroměříž |
| 16    | B      | Česko     | Jan Laštůvka            | 7. července 1982 (42 let)   | 1/2018  | 6/2019     | SK Slavia Praha            |
| 30    | B      | Slovensko | Viktor Budinský         | 9. května 1993 (31 let)     | 2/2018  | 6/2022     | AC Sparta Praha            |
| 2     | O      | Česko     | Matěj Helešic           | 12. listopadu 1996 (28 let) | 1/2015  | 6/2019     | tým U19                    |
| 3     | O      | Česko     | Martin Šindelář         | 21. ledna 1991 (34 let)     | 6/2017  | 6/2019     | SK Sigma Olomouc           |
| 5     | O      | Česko     | Jiří Fleišman           | 2. října 1984 (40 let)      | 1/2018  | 6/2019     | FK Mladá Boleslav          |
| 6     | O      | Česko     | Denis Granečný          | 7. září 1998 (26 let)       | 1/2016  | 6/2020     | tým U-19                   |
| 9     | O      | Česko     | Lukáš Pazdera           | 6. března 1987 (37 let)     | 8/2017  | 12/2019    | FC Fastav Zlín             |
| 12    | O      | Francie   | Christophe Psyché       | 28. července 1988 (36 let)  | 1/2018  | 6/2020     | Sogndal IL                 |
| 13    | O      | Ukrajina  | Oleksandr Azackyj       | 13. ledna 1994 (31 let)     | 8/2017  | 6/2019     | FK Černomorec Oděsa        |
| 18    | O      | Česko     | Petr Breda              | 1. srpna 1993 (31 let)      | 2/2017  | 12/2019    | FC Sellier & Bellot Vlašim |
| 24    | O      | Česko     | Václav Procházka        | 8. května 1984 (40 let)     | 2/2018  | 6/2018     | Osmanlıspor                |
| 7     | Z      | Česko     | Martin Fillo            | 7. února 1986 (39 let)      | 12/2017 | ?          | FK Teplice                 |
| 10    | Z      | Česko     | Robert Hrubý            | 27. dubna 1994 (30 let)     | 12/2016 | 6/2020     | SK Slavia Praha            |
| 11    | Z      | Brazílie  | Dyjan Carlos de Azevedo | 23. června 1991 (33 let)    | 1/2014  | 12/2019    | ŠK Partizán Bardejov       |
| 17    | Z      | Česko     | Milan Jirásek           | 14. května 1992 (32 let)    | 1/2018  | 6/2020     | Bohemians Praha 1905       |
| 21    | Z      | Česko     | Bronislav Stáňa         | 12. listopadu 1993 (31 let) | 8/2016  | 6/2020     | 1. SC Znojmo               |
| 25    | Z      | Česko     | Tomáš Mičola            | 26. září 1988 (36 let)      | 9/2015  | 6/2018     | SK Slavia Praha            |
| 33    | Z      | Slovensko | Marek Hlinka            | 4. října 1990 (34 let)      | 6/2016  | 6/2018     | FK Dukla Praha             |
| 8     | Ú      | Senegal   | Dame Diop               | 15. února 1993 (32 let)     | 12/2017 | ?          | FC Fastav Zlín             |
| 26    | Ú      | Česko     | Tomáš Poznar            | 27. září 1988 (36 let)      | 6/2017  | 6/2018     | FC Viktoria Plzeň          |
| 27    | Ú      | Česko     | Milan Baroš             | 28. října 1981 (43 let)     | 6/2017  | 6/2018     | FC Slovan Liberec          |

### Širší kádr
| Číslo | Pozice | Nár.  | Hráč              | Datum narození a věk        | Smlouva v Baníku do | Hostování do | Současný klub                  |
| ----- | ------ | ----- | ----------------- | --------------------------- | ------------------- | ------------ | ------------------------------ |
| 16    | B      | Česko | František Chmiel  | 15. června 1997 (27 let)    | 6/2020              | 6/2018       | MFK Vítkovice                  |
| 4     | O      | Česko | Martin Sus        | 15. března 1990 (34 let)    | 6/2018              | 6/2018       | FK Mladá Boleslav              |
| 20    | O      | Česko | Jakub Pokorný     | 11. září 1996 (28 let)      | 6/2020              | 6/2018       | FK Ústí nad Labem              |
| 32    | O      | Rusko | Arťom Mešaninov   | 19. února 1996 (29 let)     | 6/2020              | -            | zraněný                        |
|       | O      | Česko | Josef Celba       | 30. ledna 1995 (30 let)     | 12/2019             | 6/2018       | FK Fotbal Třinec               |
|       | O      | Česko | Martin Honiš      | 26. ledna 1996 (29 let)     | 6/2019              | 6/2018       | FC Odra Petřkovice             |
| 8     | Z      | Česko | Tomáš Hykel       | 23. listopadu 1996 (28 let) | 6/2020              | 6/2018       | FK Fotbal Třinec               |
| 13    | Z      | Česko | Dan Ožvolda       | 11. října 1996 (28 let)     | ?                   | 6/2018       | MFK Vítkovice                  |
| 17    | Z      | Česko | Ondřej Chvěja     | 17. července 1998 (26 let)  | 6/2020              | 6/2018       | MFK Frýdek-Místek              |
|       | Z      | Česko | Jan Matěj         | 4. června 1996 (28 let)     | 6/2018              | 6/2018       | MFK Vítkovice                  |
|       | Z      | Česko | Dominik Smékal    | 22. ledna 1998 (27 let)     | ?                   | 6/2018       | FC Odra Petřkovice             |
|       | Z      | Česko | Jakub Malý        | 17. ledna 1997 (28 let)     | ?                   | 6/2018       | FK Mohelnice                   |
| 7     | Ú      | Česko | Jakub Šašinka     | 2. října 1995 (29 let)      | 12/2020             | 6/2018       | FK Poprad                      |
| 14    | Ú      | Česko | Ondřej Šašinka    | 21. března 1998 (26 let)    | 6/2020              | 6/2018       | FC ViOn Zlaté Moravce – Vráble |
| 22    | Ú      | Česko | Alexander Jakubov | 11. ledna 1991 (34 let)     | 6/2019              | 6/2018       | FK Ústí nad Labem              |
| 24    | Ú      | Česko | Martin Macej      | 15. dubna 1997 (27 let)     | 12/2019             | 6/2018       | MFK Frýdek-Místek              |
|       | Ú      | Česko | Marek Szotkowski  | 18. ledna 1996 (29 let)     | ?                   | 6/2018       | FC Odra Petřkovice             |

### Změny v kádru v letním přestupovém období 2017
| Číslo | Poz. | Nár.     | Hráč               | Datum narození a věk        | Odkud přišel                | Typ                | Smlouva do roku | Zdroj  |
| ----- | ---- | -------- | ------------------ | --------------------------- | --------------------------- | ------------------ | --------------- | ------ |
| 3     | O    | Česko    | Martin Šindelář    | 21. ledna 1991 (34 let)     | SK Sigma Olomouc            | volný hráč         | 6/2019          | fcb.cz |
| 9     | O    | Česko    | Lukáš Pazdera      | 6. března 1987 (37 let)     | FC Fastav Zlín              | přestup            | 12/2019         | fcb.cz |
| 13    | O    | Ukrajina | Oleksandr Azackyj  | 13. ledna 1994 (31 let)     | FK Černomorec Oděsa         | přestup            | 6/2019          | fcb.cz |
| 17    | O    | Francie  | Jean-Pierre Morgan | 30. října 1992 (32 let)     | FC VSS Košice               | volný hráč         | 12/2017         | fcb.cz |
|       | O    | Česko    | Martin Honiš       | 26. ledna 1996 (29 let)     | MFK Vítkovice               | návrat z hostování | 6/2019          | fcb.cz |
| 8     | Z    | Česko    | Tomáš Hykel        | 23. listopadu 1996 (28 let) | MFK Frýdek-Místek           | přestup            | 6/2020          | fcb.cz |
| 12    | Z    | Srbsko   | Stefan Panić       | 29. září 1992 (32 let)      | FK Metalac Gornji Milanovac | přestup            | 6/2019          | fcb.cz |
|       | Z    | Česko    | Jakub Malý         | 17. ledna 1997 (28 let)     | FC Odra Petřkovice          | návrat z hostování | ?               | fcb.cz |
|       | Z    | Česko    | Jan Matěj          | 4. června 1996 (28 let)     | MFK Vítkovice               | návrat z hostování | 6/2018          | fcb.cz |
| 7     | Ú    | Česko    | Jakub Šašinka      | 2. října 1995 (29 let)      | FK Poprad                   | návrat z hostování | 12/2020         | fcb.cz |
| 14    | Ú    | Česko    | Ondřej Šašinka     | 21. března 1998 (26 let)    | FK Senica                   | návrat z hostování | 6/2020          | fcb.cz |
| 24    | Ú    | Česko    | Martin Macej       | 15. dubna 1997 (27 let)     | tým U19                     | odchovanec         | 12/2019         | fcb.cz |
| 26    | Ú    | Česko    | Tomáš Poznar       | 27. září 1988 (36 let)      | FC Viktoria Plzeň           | hostování          | 6/2018          | fcb.cz |
| 27    | Ú    | Česko    | Milan Baroš        | 28. října 1981 (43 let)     | FC Slovan Liberec           | volný hráč         | 6/2018          | fcb.cz |
|       | Ú    | Česko    | Marek Szotkowski   | 18. ledna 1996 (29 let)     | MFK Vítkovice               | návrat z hostování | ?               | fcb.cz |

| Číslo | Poz. | Nár.      | Hráč             | Datum narození a věk        | Kam odešel                       | Typ                | Doba trvání do | Zdroj               |
| ----- | ---- | --------- | ---------------- | --------------------------- | -------------------------------- | ------------------ | -------------- | ------------------- |
| 2     | O    | Česko     | Matěj Helešic    | 12. listopadu 1996 (28 let) | SK Dynamo České Budějovice       | hostování          | 6/2018         | fcb.cz              |
| 3     | O    | Slovensko | Tomáš Hučko      | 3. října 1985 (39 let)      | MŠK Žilina                       | návrat z hostování | -              | fcb.cz              |
| 5     | O    | Česko     | Tomáš Zápotočný  | 13. září 1980 (44 let)      | 1. FK Příbram                    | volný hráč         | -              | fcb.cz              |
| 8     | Z    | Česko     | Petr Nerad       | 6. února 1994 (31 let)      | FC Vysočina Jihlava              | návrat z hostování | -              | fcb.cz              |
| 9     | Z    | Slovensko | Štefan Pekár     | 3. prosince 1988 (36 let)   | FC Spartak Trnava                | přestup            | -              | fcb.cz              |
| 13    | Z    | Česko     | Dan Ožvolda      | 11. října 1996 (28 let)     | MFK Vítkovice                    | hostování          | 6/2018         | fcb.cz              |
| 17    | Z    | Česko     | Ondřej Chvěja    | 17. července 1998 (26 let)  | MFK Frýdek-Místek                | hostování          | 6/2018         | fcb.cz              |
| 19    | Z    | Slovensko | Karol Mondek     | 2. června 1991 (33 let)     | Raków Częstochowa                | přestup            | -              | fcb.cz              |
| 24    | O    | Česko     | Josef Celba      | 30. ledna 1995 (30 let)     | FK Fotbal Třinec                 | hostování          | 6/2018         | fcb.cz              |
| 26    | Ú    | Slovensko | Ľubomír Urgela   | 29. ledna 1990 (35 let)     | MFK Karviná                      | návrat z hostování | -              | fcb.cz              |
| 32    | O    | Rusko     | Arťom Mešaninov  | 19. února 1996 (29 let)     | 1. SC Znojmo                     | hostování          | 6/2018         | fcb.cz              |
|       | O    | Česko     | Martin Honiš     | 26. ledna 1996 (29 let)     | MFK Vítkovice                    | hostování          | 12/2017        | fcb.cz              |
|       | Z    | Česko     | Tomáš Freit      | 4. března 1998 (26 let)     | SK Slavia Praha U21              | přestup            | -              | transfermarkt.co.uk |
|       | Z    | Česko     | Dominik Smékal   | 22. ledna 1998 (27 let)     | FK Senica                        | hostování          | 12/2017        | fcb.cz              |
|       | Z    | Česko     | Jakub Malý       | 17. ledna 1997 (28 let)     | SK Beskyd Frenštát pod Radhoštěm | hostování          | 12/2017        | transfermarkt.co.uk |
|       | Z    | Česko     | Jan Matěj        | 4. června 1996 (28 let)     | MFK Vítkovice                    | hostování          | 6/2018         | fcb.cz              |
|       | Ú    | Česko     | Marek Szotkowski | 18. ledna 1996 (29 let)     | MFK Vítkovice                    | hostování          | 12/2017        | fcb.cz              |

### Změny v kádru v zimním přestupovém období 2017–2018
| Číslo | Poz. | Nár.      | Hráč              | Datum narození a věk        | Odkud přišel                     | Typ                | Smlouva do roku | Zdroj  |
| ----- | ---- | --------- | ----------------- | --------------------------- | -------------------------------- | ------------------ | --------------- | ------ |
| 2     | O    | Česko     | Matěj Helešic     | 12. listopadu 1996 (28 let) | SK Dynamo České Budějovice       | ukončení hostování | 6/2019          | fcb.cz |
| 5     | O    | Česko     | Jiří Fleišman     | 2. října 1984 (40 let)      | FK Mladá Boleslav                | přestup            | 6/2019          | fcb.cz |
| 7     | Z    | Česko     | Martin Fillo      | 7. února 1986 (39 let)      | FK Teplice                       | přestup            | ?               | fcb.cz |
| 8     | Ú    | Senegal   | Dame Diop         | 15. února 1993 (32 let)     | FC Fastav Zlín                   | přestup            | ?               | fcb.cz |
| 12    | O    | Francie   | Christophe Psyché | 28. července 1988 (36 let)  | Sogndal IL                       | přestup            | 6/2020          | fcb.cz |
| 16    | B    | Česko     | Jan Laštůvka      | 7. července 1982 (42 let)   | SK Slavia Praha                  | přestup            | 6/2019          | fcb.cz |
| 17    | Z    | Česko     | Milan Jirásek     | 14. května 1992 (32 let)    | Bohemians Praha 1905             | přestup            | 6/2020          | fcb.cz |
| 24    | O    | Česko     | Václav Procházka  | 8. května 1984 (40 let)     | Osmanlıspor                      | volný hráč         | 6/2018          | fcb.cz |
| 30    | B    | Slovensko | Viktor Budinský   | 9. května 1993 (31 let)     | AC Sparta Praha                  | přestup            | 6/2022          | fcb.cz |
| 32    | O    | Rusko     | Arťom Mešaninov   | 19. února 1996 (29 let)     | 1. SC Znojmo                     | ukončení hostování | 6/2020          | fcb.cz |
|       | O    | Česko     | Martin Honiš      | 26. ledna 1996 (29 let)     | MFK Vítkovice                    | návrat z hostování | 6/2019          | fcb.cz |
|       | Z    | Česko     | Dominik Smékal    | 22. ledna 1998 (27 let)     | FK Senica                        | návrat z hostování | ?               | fcb.cz |
|       | Z    | Česko     | Jakub Malý        | 17. ledna 1997 (28 let)     | SK Beskyd Frenštát pod Radhoštěm | návrat z hostování | ?               | fcb.cz |
|       | Ú    | Česko     | Marek Szotkowski  | 18. ledna 1996 (29 let)     | MFK Vítkovice                    | návrat z hostování | ?               | fcb.cz |

| Číslo | Poz. | Nár.    | Hráč               | Datum narození a věk        | Kam odešel                     | Typ        | Doba trvání do | Zdroj                                                 |
| ----- | ---- | ------- | ------------------ | --------------------------- | ------------------------------ | ---------- | -------------- | ----------------------------------------------------- |
| 4     | O    | Česko   | Martin Sus         | 15. března 1990 (34 let)    | FK Mladá Boleslav              | hostování  | 6/2018         | fcb.cz                                                |
| 7     | Ú    | Česko   | Jakub Šašinka      | 2. října 1995 (29 let)      | FK Poprad                      | hostování  | 6/2018         | fcb.cz                                                |
| 8     | Z    | Česko   | Tomáš Hykel        | 23. listopadu 1996 (28 let) | FK Fotbal Třinec               | hostování  | 6/2018         | fcb.cz                                                |
| 12    | Z    | Srbsko  | Stefan Panić       | 29. září 1992 (32 let)      | FK Javor Ivanjica              | volný hráč | -              | fcb.cz                                                |
| 14    | Ú    | Česko   | Ondřej Šašinka     | 21. března 1998 (26 let)    | FC ViOn Zlaté Moravce – Vráble | hostování  | 6/2018         | fcb.cz                                                |
| 16    | B    | Česko   | František Chmiel   | 15. června 1997 (27 let)    | MFK Vítkovice                  | hostování  | 6/2018         | fcb.cz                                                |
| 17    | O    | Francie | Jean-Pierre Morgan | 30. října 1992 (32 let)     | hledá si angažmá               | volný hráč | -              | fcb.cz                                                |
| 20    | O    | Česko   | Jakub Pokorný      | 11. září 1996 (28 let)      | FK Ústí nad Labem              | hostování  | 6/2018         | fkusti.cz Archivováno 17. 2. 2018 na Wayback Machine. |
| 22    | Ú    | Česko   | Alexander Jakubov  | 11. ledna 1991 (34 let)     | FK Ústí nad Labem              | hostování  | 6/2018         | fcb.cz                                                |
| 24    | Ú    | Česko   | Martin Macej       | 15. dubna 1997 (27 let)     | MFK Frýdek-Místek              | hostování  | 6/2018         | fcb.cz                                                |
| 30    | B    | Česko   | Petr Vašek         | 9. dubna 1979 (45 let)      | FK Ústí nad Labem              | volný hráč | -              | fcb.cz                                                |
|       | O    | Česko   | Martin Honiš       | 26. ledna 1996 (29 let)     | FC Odra Petřkovice             | hostování  | 6/2018         | fcb.cz                                                |
|       | Z    | Česko   | Dominik Smékal     | 22. ledna 1998 (27 let)     | FC Odra Petřkovice             | hostování  | 6/2018         | fcb.cz                                                |
|       | Z    | Česko   | Jakub Malý         | 17. ledna 1997 (28 let)     | FK Mohelnice                   | hostování  | 6/2018         | fcb.cz                                                |
|       | Ú    | Česko   | Marek Szotkowski   | 18. ledna 1996 (29 let)     | FC Odra Petřkovice             | hostování  | 6/2018         | fcb.cz                                                |

## Hráčské statistiky

### Střelecká listina
| Pořadí | Číslo | Pozice | Nár.     | Hráč                    | Góly | HET liga | MOL Cup |
| ------ | ----- | ------ | -------- | ----------------------- | ---- | -------- | ------- |
| 1.     | 27    | Ú      | Česko    | Milan Baroš             | 10   | 9        | 1       |
| 2.     | 10    | Z      | Česko    | Robert Hrubý            | 9    | 5        | 4       |
| 3.     | 11    | Z      | Brazílie | Dyjan Carlos de Azevedo | 5    | 3        | 2       |
| 4.     | 26    | Ú      | Česko    | Tomáš Poznar            | 4    | 3        | 1       |
| 5.     | 7     | Ú      | Česko    | Jakub Šašinka †         | 3    | 1        | 2       |
| 6.     | 25    | Z      | Česko    | Tomáš Mičola            | 2    | 2        | 0       |
| 7.     | 3     | O      | Česko    | Martin Šindelář         | 2    | 2        | 0       |
| 8.     | 33    | Z      | Česko    | Marek Hlinka            | 2    | 2        | 0       |
| 9.     | 14    | Ú      | Česko    | Ondřej Šašinka †        | 2    | 0        | 2       |
| 10.    | 21    | Z      | Česko    | Bronislav Stáňa         | 1    | 1        | 0       |
| 11.    | 24    | O      | Česko    | Václav Procházka ±      | 1    | 1        | 0       |
| 12.    | 17    | Z      | Česko    | Milan Jirásek ±         | 1    | 1        | 0       |
| 13.    | 6     | O      | Česko    | Denis Granečný          | 1    | 1        | 0       |
| 14.    | 5     | O      | Česko    | Jiří Fleišman ±         | 1    | 1        | 0       |
| 15.    | 9     | O      | Česko    | Lukáš Pazdera           | 1    | 1        | 0       |
| 16.    | 8     | Ú      | Senegal  | Dame Diop ±             | 1    | 1        | 0       |
| 16.    | 13    | O      | Ukrajina | Oleksandr Azackyj       | 1    | 0        | 1       |
|        |       |        |          | Vlastní                 | 3    | 2        | 1       |
|        |       |        |          | Celkem                  | 50   | 36       | 14      |

Vysvětlivky: † = odehrál pouze podzimní část, ± = odehrál pouze jarní část.

### Základní sestava HET Ligy
Sestavuje se pouze z utkání HET ligy. Nejdůležitějším faktorem je počet startů v základní sestavě v soutěži. V případě rovnosti počtu duelů, rozhoduje pozdější start v základní sestavě.
| Číslo | Pozice           | N         | Jméno                   | Zápasy |
| ----- | ---------------- | --------- | ----------------------- | ------ |
| 16    | brankář          | Česko     | Jan Laštůvka            | 14     |
| 9     | pravý bek        | Česko     | Lukáš Pazdera           | 21     |
| 24    | stoper           | Česko     | Václav Procházka        | 13     |
| 3     | stoper           | Česko     | Martin Šindelář         | 26     |
| 6     | levý bek         | Česko     | Denis Granečný          | 15     |
| 7     | pravé křídlo     | Česko     | Martin Fillo            | 13     |
| 10    | střední záložník | Česko     | Robert Hrubý            | 29     |
| 33    | střední záložník | Slovensko | Marek Hlinka            | 25     |
| 11    | levé křídlo      | Brazílie  | Dyjan Carlos de Azevedo | 21     |
| 26    | útočník          | Česko     | Tomáš Poznar            | 20     |
| 27    | útočník          | Česko     | Milan Baroš             | 20     |

## Zápasy v sezoně 2017/18

### Souhrn působení v soutěžích
| Soutěž            | Fáze startu | Momentální pozice | Konečná pozice | První zápas       | Poslední zápas  |
| ----------------- | ----------- | ----------------- | -------------- | ----------------- | --------------- |
| 1. fotbalová liga | —           | 13. místo         | 13. místo      | 28. července 2017 | 26. května 2018 |
| MOL Cup           | 2. kolo     | čtvrtfinále       | čtvrtfinále    | 9. srpna 2017     | 14. března 2018 |

### Letní přípravné zápasy
Zdroj: fcb.cz
| Datum        | Soupeř                 | Místo                         | Výsledek | Střelci Baníku                                                                   |
| ------------ | ---------------------- | ----------------------------- | -------- | -------------------------------------------------------------------------------- |
| 24/ 06/ 2017 | MFK Karviná (I)        | Dětmarovice                   | 1-3      | 2' van Eijma, 11' Stáňa, 59' Pekár                                               |
| 01/ 07/ 2017 | 1. SC Znojmo (II)      | Kroměříž                      | 1-3      | 9' Poznar, 41' Hykel, 69' J. Šašinka                                             |
| 05/ 07/ 2017 | 1. FC Slovácko (I)     | Kroměříž                      | 1-6      | 11' Stáňa, 20' Poznar, 44' Mondek, 52' Zápotočný, 77' J. Šašinka, 80' J. Šašinka |
| 08/ 07/ 2017 | FC Spartak Trnava (I)  | Kroměříž                      | 1-2      | 82' Hrubý, 85' Poznar                                                            |
| 14/ 07/ 2017 | AEK Athény (I)         | Kielce, Polsko                | 3-1      | 15' J. Šašinka                                                                   |
| 21/ 07/ 2017 | FK Fotbal Třinec (II)  | Havířov                       | 5-2      | 72' J. Šašinka, 88' J. Šašinka                                                   |
|              |                        |                               |          |                                                                                  |
| 01/ 09/ 2017 | MFK Frýdek-Místek (II) | Stadion Stovky, Frýdek-Místek | 2-1      | 22' J. Šašinka                                                                   |

### Zimní přípravné zápasy
Zdroj: fcb.cz
| Datum               | Soupeř                     | Místo                    | Výsledek | Střelci Baníku                                                                        |
| ------------------- | -------------------------- | ------------------------ | -------- | ------------------------------------------------------------------------------------- |
| 06/ 01/ 2018        | FC Hlučín (III)            | Bolatice                 | 2-1      | 36' O. Šašinka, 68' (pen) Azevedo                                                     |
| 10/ 01/ 2018        | TJ Valašské Meziříčí (II)  | Jakubčovice nad Odrou    | 7-0      | 6' Mičola, 25' Poznar, 34' J. Šašinka, 61' Baroš, 63' Fillo, 79' Diop, 87' O. Šašinka |
| 13/ 01/ 2018        | AS Trenčín (I)             | Jakubčovice nad Odrou    | 3-0      | 8' Sus, 26' Breda, 70' O. Šašinka                                                     |
| 20/ 01/ 2018        | MŠK Žilina (I)             | Žilina                   | 0-2      |                                                                                       |
| 27/ 01/ 2018        | MFK Zemplín Michalovce (I) | Bílovec                  | 3-3      | 10' (pen) Azevedo, 31' Psyché, 65' Fillo                                              |
| Soustředění Turecko |                            |                          |          |                                                                                       |
| 25/ 01/ 2018        | SønderjyskE Fodbold (I)    | Belek, Turecko           | 0-1      | 17' Diop                                                                              |
| 29/ 01/ 2018        | FK Šinnik Jaroslavl (II)   | Belek, Turecko           | 0-2      | 24' (pen) Poznar, 36' Granečný                                                        |
| 31/ 01/ 2018        | PFK Lokomotiv Plovdiv (I)  | Belek, Turecko           | 1-0      |                                                                                       |
| 03/ 02/ 2018        | FK Olimpik Doněck (I)      | Belek, Turecko           | 3-0      |                                                                                       |
|                     |                            |                          |          |                                                                                       |
| 10/ 02/ 2018        | SK Slavia Praha (I)        | Městský stadion, Ostrava | 2-3      | 10' Poznar, 28' Poznar                                                                |
|                     |                            |                          |          |                                                                                       |
| 22/ 03/ 2018        | SV Mattersburg (I)         | Lanžhot                  | 1-1      | 24' (vl.)                                                                             |

### HET liga
Hlavní článek: HET liga 2017/18

#### Ligová tabulka
| Poř. | Tým                  | Z  | V  | R  | P  | VG | OG | B  |
| ---- | -------------------- | -- | -- | -- | -- | -- | -- | -- |
| 1.   | FC Viktoria Plzeň    | 30 | 20 | 6  | 4  | 55 | 23 | 66 |
| 2.   | SK Slavia Praha      | 30 | 17 | 8  | 5  | 50 | 19 | 59 |
| 3.   | FK Jablonec          | 30 | 16 | 8  | 6  | 49 | 27 | 56 |
| 4.   | SK Sigma Olomouc (N) | 30 | 15 | 10 | 5  | 41 | 22 | 55 |
| 5.   | AC Sparta Praha      | 30 | 14 | 11 | 5  | 43 | 25 | 53 |
| 6.   | FC Slovan Liberec    | 30 | 13 | 7  | 10 | 37 | 35 | 46 |
| 7.   | Bohemians Praha 1905 | 30 | 9  | 11 | 10 | 30 | 29 | 38 |
| 8.   | FK Teplice           | 30 | 8  | 10 | 12 | 32 | 40 | 34 |
| 9.   | FK Mladá Boleslav    | 30 | 9  | 7  | 14 | 31 | 43 | 34 |
| 10.  | FC Fastav Zlín       | 30 | 8  | 9  | 13 | 31 | 48 | 33 |
| 11.  | FK Dukla Praha       | 30 | 9  | 5  | 16 | 32 | 55 | 32 |
| 12.  | 1. FC Slovácko       | 30 | 6  | 13 | 11 | 23 | 32 | 31 |
| 13.  | FC Baník Ostrava (N) | 30 | 7  | 10 | 13 | 36 | 43 | 31 |
| 14.  | MFK Karviná          | 30 | 7  | 9  | 14 | 32 | 40 | 30 |
| 15.  | FC Vysočina Jihlava  | 30 | 8  | 6  | 16 | 30 | 48 | 30 |
| 16.  | FC Zbrojovka Brno    | 30 | 6  | 6  | 18 | 20 | 43 | 24 |

Vysvětlivky: (N) = Nováček v soutěži; Z = Zápasy; V = Výhry; R = Remízy; P = Prohry; VG = Vstřelené góly; OG = Obdržené góly; B = Body.

#### Tabulka výsledků FC Baník Ostrava
| Celkem | Celkem | Celkem | Celkem | Celkem | Celkem | Celkem | Celkem | Doma | Doma | Doma | Doma | Doma | Doma | Doma | Doma | Venku | Venku | Venku | Venku | Venku | Venku | Venku | Venku |
| Z      | V      | R      | P      | VG     | OG     | GR     | Body   | Z    | V    | R    | P    | VG   | OG   | GR   | Body | Z     | V     | R     | P     | VG    | OG    | GR    | Body  |
| ------ | ------ | ------ | ------ | ------ | ------ | ------ | ------ | ---- | ---- | ---- | ---- | ---- | ---- | ---- | ---- | ----- | ----- | ----- | ----- | ----- | ----- | ----- | ----- |
| 30     | 7      | 10     | 13     | 36     | 43     | -7     | 31     | 15   | 5    | 7    | 3    | 23   | 18   | +5   | 22   | 15    | 2     | 3     | 10    | 13    | 25    | -12   | 9     |

#### Kolo po kole
| Kolo     | 1 | 2 | 3  | 4  | 5  | 6  | 7  | 8  | 9  | 10 | 11 | 12 | 13 | 14 | 15 | 16 | 17 | 18 | 19 | 20 | 21 | 22 | 23 | 24 | 25 | 26 | 27 | 28 | 29 | 30 |
| -------- | - | - | -- | -- | -- | -- | -- | -- | -- | -- | -- | -- | -- | -- | -- | -- | -- | -- | -- | -- | -- | -- | -- | -- | -- | -- | -- | -- | -- | -- |
| Hřiště   | V | D | V  | D  | V  | D  | V  | V  | D  | V  | D  | V  | D  | V  | D  | V  | D  | V  | D  | V  | D  | D  | V  | D  | V  | D  | V  | D  | V  | D  |
| Výsledek | V | R | P  | R  | P  | R  | P  | P  | R  | P  | R  | P  | P  | P  | V  | P  | P  | R  | R  | P  | P  | V  | V  | V  | P  | V  | R  | R  | R  | V  |
| Pozice   | 2 | 3 | 10 | 10 | 12 | 12 | 13 | 15 | 13 | 14 | 14 | 13 | 14 | 16 | 13 | 15 | 16 | 16 | 16 | 16 | 16 | 16 | 16 | 15 | 15 | 15 | 14 | 14 | 14 | 13 |

Vysvětlivky: Hřiště: D = Domácí; V = Venkovní. Výsledek: V = Výhra; P = Prohra; R = Remíza.

#### Podzimní část
| 1. kolo 28. července 2017 | FC Zbrojovka Brno    | 1 – 3 | FC Baník Ostrava                                     | Městský fotbalový stadion Srbská, Brno |  |
| 18:00 SELČ | Miloš Kratochvíl 37' |       | 27' Robert Hrubý 73' Milan Baroš 87' Bronislav Stáňa | Diváci: 8.026 Rozhodčí: Proske         |  |
| Poznámky: Sestava: Vašek – Breda, Pokorný, Šindelář, Sus – Stáňa, Hlinka, Hrubý, De Azevedo (46. Granečný) – Poznar (86. Panić), J. Šašinka (58. Baroš) Reportáž: fcb.cz |                      |       |                                                      |                                        |  |

| 2. kolo 6. srpna 2017 | FC Baník Ostrava | 0 – 0 | SK Slavia Praha | Městský stadion v Ostravě-Vítkovicích, Ostrava |  |
| 18:00 SELČ |                  |       |                 | Diváci: 13.056 Rozhodčí: Příhoda               |  |
| Poznámky: Sestava: Vašek – Breda, Šindelář, Pokorný, Sus – Stáňa (59. De Azevedo), Hlinka, Hrubý, Granečný – Poznar (73. J. Šašinka), Baroš (87. Panić) |                  |       |                 |                                                |  |

| 3. kolo 12. srpna 2017 | 1. FC Slovácko                                                                               | 5 – 2 | FC Baník Ostrava                          | Městský fotbalový stadion Miroslava Valenty, Uherské Hradiště |  |
| 16:00 SELČ | Tomáš Zajíc 6' Vlastimil Daníček 11' Marek Havlík 23' Stanislav Hofmann 45' Marek Havlík 90' |       | 27' Martin Šindelář 36' (pen) Milan Baroš | Diváci: 6.115 Rozhodčí: Franěk                                |  |
| Poznámky: Sestava: Vašek – Breda (75. Mičola), Pokorný, Šindelář, Granečný – Stáňa, Hlinka, Hrubý, Sus (46. De Azevedo) –Baroš, Poznar (46. J. Šašinka) |                                                                                              |       |                                           |                                                               |  |

| 4. kolo 19. srpna 2017 | FC Baník Ostrava                                              | 3 – 3 | FK Teplice                                       | Městský stadion v Ostravě-Vítkovicích, Ostrava |  |
| 17:00 SELČ | Dyjan Carlos de Azevedo 48' Robert Hrubý 52' Tomáš Mičola 70' |       | 21' Jan Rezek 30' David Vaněček 90' Martin Fillo | Diváci: 6.012 Rozhodčí: Ardeleanu              |  |
| Poznámky: Sestava: Vašek (40. Šustr) – Pazdera, Šindelář, Azackij, Sus – Mičola (78. Stáňa), Hlinka, Hrubý, De Azevedo – Baroš (85. Panić), Poznar |                                                               |       |                                                  |                                                |  |

| 5. kolo 27. srpna 2017 | FC Viktoria Plzeň                                         | 3 – 0 | FC Baník Ostrava | Doosan Arena, Plzeň             |  |
| 18:30 SELČ | David Limberský 64' Michael Krmenčík 78' Daniel Kolář 85' |       |                  | Diváci: 10.407 Rozhodčí: Hrubeš |  |
| Poznámky: Sestava: Vašek – Pazdera, Azackij, Šindelář, Sus – Hlinka, Panić – Mičola (70. Stáňa), Hrubý, De Azevedo (70. Granečný) – Baroš (54. J. Šašinka) |                                                           |       |                  |                                 |  |

| 6. kolo 9. září 2017 | FC Baník Ostrava                   | 2 – 2 | FK Jablonec                        | Městský stadion v Ostravě-Vítkovicích, Ostrava |  |
| 17:00 SELČ | Robert Hrubý 78' Jakub Šašinka 82' |       | 4' Stanislav Tecl 63' Marek Kysela | Diváci: 6.215 Rozhodčí: Berka                  |  |
| Poznámky: Sestava: Vašek – Pazdera, Pokorný, Šindelář, Granečný – Panić (38. Hlinka) – Mičola (54. J. Šašinka), Hrubý, de Azevedo, Sus (69. Stáňa) – Poznar |                                    |       |                                    |                                                |  |

| 7. kolo 15. září 2017 | FK Dukla Praha                 | 2 – 0 | FC Baník Ostrava | Juliska, Praha                 |  |
| 18:00 SELČ | Jan Holenda 3' Jan Holenda 71' |       |                  | Diváci: 3.359 Rozhodčí: Franěk |  |
| Poznámky: Sestava: Vašek – Pazdera, Pokorný, Šindelář, Granečný – De Azevedo (86. Hykel), Hlinka (80. O. Šašinka), Hrubý, Stáňa (64. Sus) – Poznar, J. Šašinka |                                |       |                  |                                |  |

| 8. kolo 24. září 2017 | FC Vysočina Jihlava                       | 2 – 1 | FC Baník Ostrava                  | Stadion v Jiráskově ulici, Jihlava |  |
| 17:00 SELČ | Dāvis Ikaunieks 36' Jakub Fulnek 90' (+3) |       | 21' (pen) Dyjan Carlos de Azevedo | Diváci: 3.448 Rozhodčí: Zelinka    |  |
| Poznámky: Sestava: Vašek – Pokorný, Šindelář, Azackij – Pazdera, Hrubý, Hlinka, Breda – Mičola (62. Granečný), J. Šašinka (70. Baroš), De Azevedo (83. Sus) |                                           |       |                                   |                                    |  |

| 9. kolo 1. října 2017 | FC Baník Ostrava                                  | 2 – 2 | FC Fastav Zlín                       | Městský stadion v Ostravě-Vítkovicích, Ostrava |  |
| 17:00 SELČ | Dyjan Carlos de Azevedo 38' Milan Baroš 57' (pen) |       | 3' Adnan Džafić 21' Mirzad Mehanović | Diváci: 6.373 Rozhodčí: Marek                  |  |
| Poznámky: Sestava: Vašek – Breda (32. Granečný), Pokorný, Šindelář, Sus – De Azevedo, Hlinka, Hrubý, Stáňa (83. O. Šašinka) – J. Šašinka (74. Poznar), Baroš |                                                   |       |                                      |                                                |  |

| 10. kolo 13. října 2017 | Bohemians Praha 1905                   | 2 – 1 | FC Baník Ostrava | Ďolíček, Praha                    |  |
| 20:15 SELČ | Jevgenij Kabajev 33' Rudolf Reiter 58' |       | 20' Milan Baroš  | Diváci: 3.872 Rozhodčí: Ardeleanu |  |
| Poznámky: Sestava: Vašek – Sus, Pokorný, Šindelář, Granečný – de Azevedo (81. O. Šašinka), Hlinka, Hrubý, Stáňa (46. Pazdera) – Baroš, J. Šašinka (60. Poznar) |                                        |       |                  |                                   |  |

| 11. kolo 20. října 2017 | FC Baník Ostrava | 1 – 1 | SK Sigma Olomouc | Městský stadion v Ostravě-Vítkovicích, Ostrava |  |
| 20:15 SELČ | Robert Hrubý 54' |       | 74' Pavel Moulis | Diváci: 5.617 Rozhodčí: Zelinka                |  |
| Poznámky: Sestava: Vašek – Pazdera, Pokorný, Šindelář, Granečný – Sus, Hlinka, Hrubý, de Azevedo (79. Mičola) – O. Šašinka (79. Poznar) – Baroš |                  |       |                  |                                                |  |

| 12. kolo 29. října 2017 | AC Sparta Praha                                            | 3 – 2 | FC Baník Ostrava                                              | Generali Arena, Praha            |  |
| 18:00 SEČ | Josef Šural 8' (pen) Ondřej Zahustel 52' Lukáš Štetina 80' |       | 35' Milan Baroš 55' Dyjan Carlos de Azevedo 66'Denis Granečný | Diváci: 9.125 Rozhodčí: Královec |  |
| Poznámky: Sestava: Vašek – Pazdera, Pokorný, Azackij, Morgan (85. O. Šašinka) – Sus (79. Stáňa), Šindelář, Hrubý, Granečný – de Azevedo – Baroš (76. Poznar) |                                                            |       |                                                               |                                  |  |

| 13. kolo 4. listopadu 2017 | FC Baník Ostrava | 0 – 1 | FK Mladá Boleslav                    | Městský stadion v Ostravě-Vítkovicích, Ostrava |  |
| 15:00 SEČ |                  |       | 14' Ruslan Mingazov 75'Kamran Agajev | Diváci: 5.505 Rozhodčí: Berka                  |  |
| Poznámky: Sestava: Šustr – Pazdera, Pokorný, Azackij, Morgan – Šindelář (63. Mičola) – Sus (74. Poznar), Hrubý, de Azevedo, Stáňa (46. O. Šašinka) – Baroš |                  |       |                                      |                                                |  |

| 14. kolo 18. listopadu 2017 | FC Slovan Liberec               | 2 – 1 | FC Baník Ostrava | Stadion U Nisy, Liberec         |  |
| 16:00 SEČ | Radim Breite 3' Radek Voltr 71' |       | 13' Tomáš Mičola | Diváci: 4.875 Rozhodčí: Julínek |  |
| Poznámky: Sestava: Šustr – Pazdera, Pokorný, Azackij, Morgan – Šindelář – Mičola (82. Macej), Hrubý (78. Poznar), de Azevedo (60. O. Šašinka), Granečný – Baroš |                                 |       |                  |                                 |  |

| 15. kolo 25. listopadu 2017 | FC Baník Ostrava                 | 2 – 1 | MFK Karviná      | Městský stadion v Ostravě-Vítkovicích, Ostrava |  |
| 18:30 SEČ | Tomáš Poznar 63' Milan Baroš 85' |       | 60' Tomáš Wágner | Diváci: 6.009 Rozhodčí: Ardeleanu              |  |
| Poznámky: Sestava: Šustr – Breda, Šindelář, Azackij, Morgan (81. Sus) – Hlinka – Mičola, Hrubý, Poznar (89. Macej), Granečný (75. O. Šašinka) – Baroš |                                  |       |                  |                                                |  |

| 16. kolo 1. prosince 2017 | SK Slavia Praha                     | 2 – 1 | FC Baník Ostrava         | Eden Aréna, Praha              |  |
| 19:30 SEČ | Milan Škoda 24' Michal Frydrych 28' |       | 8' (vl.) Michal Frydrych | Diváci: 11.087 Rozhodčí: Jílek |  |
| Poznámky: Sestava: Šustr (41. Chmiel) – Breda, Pokorný, Azackij (58. Baroš), Morgan (70. de Azevedo) – Šindelář, Hlinka – Mičola, Hrubý, Granečný – Poznar |                                     |       |                          |                                |  |

#### Jarní část
| 17. kolo 17. února 2018 | FC Baník Ostrava | 1 – 2 | 1. FC Slovácko                         | Městský stadion v Ostravě-Vítkovicích, Ostrava |  |
| 15:00 SEČ | Tomáš Poznar 74' |       | 33' Stanislav Hoffmann 51' Tomáš Zajíc | Diváci: 6.074 Rozhodčí: Hrubeš                 |  |
| Poznámky: Sestava: Laštůvka – Pazdera, Psyché, Procházka, Fleišman – Hrubý, Jirásek – Fillo, Diop (46. Mičola), de Azevedo (59. Granečný) – Poznar |                  |       |                                        |                                                |  |

| 18. kolo 24. února 2018 | FK Teplice | 0 – 0 | FC Baník Ostrava | AGC Aréna, Teplice            |  |
| 18:30 SEČ |            |       |                  | Diváci: 2.072 Rozhodčí: Berka |  |
| Poznámky: Sestava: Laštůvka – Pazdera, Psyché, Procházka, Fleišman – Hlinka – Fillo (90. Jirásek), Hrubý, Diop (72. de Azevedo), Granečný (67. Stáňa) – Poznar |            |       |                  |                               |  |

| 20. kolo 11. března 2018 | FK Jablonec                             | 2 – 0 | FC Baník Ostrava | Stadion Střelnice, Jablonec nad Nisou |  |
| 15:00 SEČ | Martin Doležal 52' Vladimir Jovović 78' |       |                  | Diváci: 3.420 Rozhodčí: Julínek       |  |
| Poznámky: Sestava: Laštůvka – Pazdera (75. Diop), Psyché, Procházka, Fleišman – Jirásek, Hlinka – Fillo, Hrubý (58. Baroš), Granečný (46. de Azevedo) – Poznar |                                         |       |                  |                                       |  |

| 21. kolo 17. března 2018 | FC Baník Ostrava     | 1 – 2 | FK Dukla Praha                        | Městský stadion v Ostravě-Vítkovicích, Ostrava |  |
| 15:00 SEČ | Milan Baroš 90' (+1) |       | 39' Patrik Brandner 67' Ondřej Kušnír | Diváci: 3.916 Rozhodčí: Nenadál                |  |
| Poznámky: Sestava: Laštůvka – Pazdera, Psyché, Procházka, Granečný – Jirásek (46. Diop), Hlinka – Fillo, Hrubý (72. Poznar), de Azevedo – Baroš |                      |       |                                       |                                                |  |

| 22. kolo 30. března 2018 | FC Baník Ostrava                                      | 3 – 1 | FC Vysočina Jihlava | Městský stadion v Ostravě-Vítkovicích, Ostrava |  |
| 20:15 SELČ | Milan Baroš 31' Robert Hrubý 72' Václav Procházka 80' |       | 50' Marin Popović   | Diváci: 4.446 Rozhodčí: Příhoda                |  |
| Poznámky: Sestava: Laštůvka – Pazdera, Procházka, Šindelář, Fleišman – Fillo, Hlinka, Hrubý, Jirásek (61. Granečný) – Poznar (76. Diop), Baroš (87. Stáňa) |                                                       |       |                     |                                                |  |

| 19. kolo 4. dubna 2018 | FC Baník Ostrava | 0 – 0 | FC Viktoria Plzeň | Městský stadion v Ostravě-Vítkovicích, Ostrava |  |
| 18:00 SELČ |                  |       |                   | Diváci: 8.005 Rozhodčí: Pechanec               |  |
| Poznámky: Sestava: Laštůvka – Pazdera, Procházka, Šindelář, Fleišman – Hlinka – Fillo, Diop (90. Stáňa), Jirásek (90. Psyché), Granečný – Baroš (72. de Azevedo) |                  |       |                   |                                                |  |

| 23. kolo 7. dubna 2018 | FC Fastav Zlín | 0 – 2 | FC Baník Ostrava                         | Stadion Letná, Zlín               |  |
| 17:00 SELČ |                |       | 6' Milan Jirásek 90' (+1) Denis Granečný | Diváci: 5.898 Rozhodčí: Ardeleanu |  |
| Poznámky: Sestava: Laštůvka – Pazdera, Procházka, Šindelář, Fleišman – Jirásek (46. Granečný), Hlinka, Hrubý, de Azevedo – Poznar (71. Diop), Baroš (90. Psyché) |                |       |                                          |                                   |  |

| 24. kolo 14. dubna 2018 | FC Baník Ostrava                    | 2 – 0 | Bohemians Praha 1905 | Městský stadion v Ostravě-Vítkovicích, Ostrava |  |
| 16:30 SELČ | Jiří Fleišman 52' Lukáš Pazdera 58' |       |                      | Diváci: 8.664 Rozhodčí: Královec               |  |
| Poznámky: Sestava: Laštůvka – Pazdera, Procházka, Šindelář, Fleišman (65. Granečný) – Fillo, Hlinka, Hrubý, de Azevedo – Poznar (87. Jirásek) - Baroš (80. Diop) |                                     |       |                      |                                                |  |

| 25. kolo 21. dubna 2018 | SK Sigma Olomouc                  | 1 – 0 | FC Baník Ostrava       | Andrův stadion, Olomouc         |  |
| 15:00 SELČ | Jakub Plšek 71' Lukáš Kalvach 80' |       | 90+4' Václav Procházka | Diváci: 9.518 Rozhodčí: Zelinka |  |
| Poznámky: Sestava: Laštůvka – Pazdera, Procházka, Šindelář, Fleišman – Fillo (80. Jirásek), Hlinka, Hrubý, Granečný (72. Stáňa) – Poznar – Baroš (76. Diop) |                                   |       |                        |                                 |  |

| 26. kolo 28. dubna 2018 | FC Baník Ostrava                                     | 3 – 2 | AC Sparta Praha                          | Městský stadion v Ostravě-Vítkovicích, Ostrava |  |
| 15:00 SELČ | Martin Šindelář 22' Marek Hlinka 51' Milan Baroš 86' |       | 28' (pen) Guélor Kanga 61' Václav Kadlec | Diváci: 15.020 Rozhodčí: Marek                 |  |
| Poznámky: Sestava: Laštůvka – Breda, Šindelář, Azackij, Fleišman (67. Granečný) – Fillo, Hlinka, Hrubý, de Azevedo – Poznar (71. Diop) – Baroš (90. Psyché) |                                                      |       |                                          |                                                |  |

| 27. kolo 5. května 2018 | FK Mladá Boleslav | 0 – 0 | FC Baník Ostrava | Městský stadion, Mladá Boleslav |  |
| 16:00 SELČ |                   |       |                  | Diváci: 4.390 Rozhodčí: Příhoda |  |
| Poznámky: Sestava: Laštůvka – Pazdera, Procházka, Šindelář, Fleišman – Fillo, Hlinka, Hrubý, de Azevedo (76. Granečný) – Poznar (68. Diop) – Baroš (90. Azackij) |                   |       |                  |                                 |  |

| 28. kolo 12. května 2018 | FC Baník Ostrava | 1 – 1 | FC Slovan Liberec | Městský stadion v Ostravě-Vítkovicích, Ostrava |  |
| 16:15 SELČ | Tomáš Poznar 52' |       | 45' Oscar Dorley  | Diváci: 10.155 Rozhodčí: Franěk                |  |
| Poznámky: Sestava: Laštůvka – Pazdera, Procházka, Šindelář, Fleišman – Fillo, Hlinka (46. Jirásek), Hrubý, De Azevedo – Poznar (73. Granečný) – Baroš (21. Diop) |                  |       |                   |                                                |  |

| 29. kolo 19. května 2018 | MFK Karviná | 0 – 0 | FC Baník Ostrava | Městský stadion, Karviná       |  |
| 16:00 SELČ |             |       |                  | Diváci: 4.833 Rozhodčí: Hrubeš |  |
| Poznámky: Sestava: Laštůvka – Pazdera, Procházka, Šindelář, Fleišman – Fillo, Hlinka, Hrubý (90. Azackij), de Azevedo (72. Granečný) – Poznar (78. Jirásek), Diop |             |       |                  |                                |  |

| 30. kolo 26. května 2018 | FC Baník Ostrava               | 2 – 0 | FC Zbrojovka Brno | Městský stadion v Ostravě-Vítkovicích, Ostrava |  |
| 16:00 SELČ | Dame Diop 65' Marek Hlinka 76' |       |                   | Diváci: 13.273 Rozhodčí: Královec              |  |
| Poznámky: Sestava: Laštůvka - Stáňa, Procházka, Šindelář, Fleišman (82. Jirásek) - Fillo, Hlinka, Hrubý, de Azevedo (56. Granečný) - Poznar (74. Baroš), Diop |                                |       |                   |                                                |  |

### MOL Cup
Hlavní článek: MOL Cup 2017/18
| 2. kolo 9. srpna 2017 | SK Spartak Hulín | 0 – 5 | FC Baník Ostrava                                                                                                | Městský sportovní areál Hulín, Hulín |  |
| 17:00 SELČ |                  |       | 4' Robert Hrubý 30' (pen) Dyjan Carlos de Azevedo 49' Jakub Šašinka 62' (pen) Ondřej Šašinka 85' Ondřej Šašinka | Diváci: 2.156 Rozhodčí: Mrázek       |  |
| Poznámky: Sestava: Vašek – Pazdera, Šindelář (61. Pokorný), Azackij, Granečný (46. Breda) – Mičola, Panić, Hrubý (61. Hlinka), De Azevedo – O. Šašinka, J. Šašinka |                  |       | |                                      |  |

| 3. kolo 27. září 2017 | TJ Valašské Meziříčí | 0 – 6 | FC Baník Ostrava | Stadion TJ Valašské Meziříčí, Valašské Meziříčí |  |
| 16:00 SELČ |                      |       | 25' Robert Hrubý 39' (vl.) Vojtěch Gebert 42' Jakub Šašinka 45' Dyjan Carlos de Azevedo 67' (pen) Tomáš Poznar 85' Milan Baroš | Diváci: 4.290 Rozhodčí: Mrázek                  |  |
| Poznámky: Sestava: Šustr – Pazdera (58. Stáňa), Pokorný, Azackij, Sus – De Azevedo (58. Baroš), Panič, Hrubý, Granečný – J. Šašinka (58. O. Šašinka), Poznar |                      |       | |                                                 |  |

| 4. kolo 25. října 2017 | AC Sparta Praha                 | 2 – 2 (2 – 4 pen) | FC Baník Ostrava                       | Generali Aréna, Praha            |  |
| 17:00 SELČ | Marc Janko 77' Josef Šural 107' |                   | 37' Robert Hrubý 93' Oleksandr Azackyj | Diváci: 4.213 Rozhodčí: Pechanec |  |
| Poznámky: Sestava: Šustr – Pazdera, Pokorný, Azackij, Morgan – Sus (71. Stáňa), Šindelář, Hrubý, Granečný – de Azevedo (113. O. Šašinka) – Poznar (84. J. Šašinka) |                                 |                   |                                        |                                  |  |

| čtvrtfinále 14. března 2018 | FK Mladá Boleslav                    | 1 – 1 (5 – 4 pen) | FC Baník Ostrava                     | Městský stadion, Mladá Boleslav  |  |
| 17:00 SEČ | Golgol Mebrahtu 9' Tomáš Přikryl 65' |                   | 62' Robert Hrubý 73' Viktor Budinský | Diváci: 1.021 Rozhodčí: Machálek |  |
| Poznámky: Sestava: Budinský – Breda, Procházka, Azackij, Fleišman – Hrubý, Hlinka (72. Jirásek) – Fillo, Diop (75. Laštůvka), de Azevedo – Baroš (59. Poznar) |                                      |                   |                                      |                                  |  |